# The Long Goodbye (album)
Pour les articles homonymes, voir The Long Goodbye.
Albums de Procol Harum
The Prodigal Stranger
(1991) Ain't Nothin' to Get Excited About
(1997)
The Long Goodbye est un album sorti en 1995. Il est composé de reprises symphoniques de chansons de Procol Harum par l'Orchestre symphonique de Londres, l'Orchestre philharmonique de Londres et le Sinfonia de Londres avec Gary Brooker et divers invités, dont plusieurs ex-membres du groupe.

## Titres
Toutes les chansons sont écrites par Keith Reid et composées par Gary Brooker, sauf mention contraire. The Long Goodbye, qui donne son titre à l'album, est une chanson solo de Gary Brooker sortie en 1985 sur l'album Echoes in the Night.
1. Conquistador – 3:36
2. Homburg – 4:46
3. Grand Hotel – 6:45
4. Simple Sister – 5:51
5. A Salty Dog – 5:53
6. Pandora's Box – 3:00
7. A Whiter Shade of Pale (Brooker, Fisher, Reid) – 5:21
8. Repent Walpurgis (Fisher) – 5:40
9. (You Can't) Turn Back the Page (Brooker, Noble, Reid) – 4:11
10. Strangers in Space – 6:50
11. Butterfly Boys – 3:46
12. The Long Goodbye (Brooker, Fisher, Reid) – 6:02

## Musiciens
- Gary Brooker : piano, accordéon, clavecin, chant
- Dave Bronze : basse
- Mark Brzezicki : batterie
- Geoff Whitehorn : guitare
- Keith Reid : paroles
- Andy Fairweather Low : guitare
- Matthew Fisher : orgue (8)
- Robin Trower : guitare (8)
- Jerry Hadley : chant (3)
- Tom Jones : chant (4)
- James Galway : flûte (6)